# Pediana occidentalis
Pediana occidentalis är en spindelart som beskrevs av Henry Roughton Hogg 1903. Pediana occidentalis ingår i släktet Pediana och familjen jättekrabbspindlar. Inga underarter finns listade i Catalogue of Life.